# Joaquim Caldentey Salaverri
Joaquim Caldentey Salaverri conegut com a "Quinito Caldentey" (Palma, 1911 - Palma, 1996) va ser un torero, periodista i dibuixant molt popular a la seva època.
Com a joneguer es va presentar a Palma l'any 1927, el 1930 va arribar a actuar a vint "corridas", i va seguir actiu de manera irregular fins al 1942. Com a dibuixant i aqüarelista es va especialitzar en temes taurins, d'animals i folclorics. Com a periodista va ser crític de toros del diari Baleares, mitjà al que publicava entrevistes a la secció "Diganos ud algo" que va compilar al llibre Lo que usted nos dijo. Té un carrer a la Ciutat de Palma.